# Сен-Беа-Лез
Сен-Беа-Лез (фр. Saint-Béat-Lez) — муніципалітет у Франції, у регіоні Окситанія, департамент Верхня Гаронна. Сен-Беа-Лез утворено 1 січня 2019 року шляхом злиття муніципалітетів Лез i Сен-Беа. Адміністративним центром муніципалітету є Сен-Беа. Населення — 384 особи (01.01.2021).